# Eleonóra Zouganéli
Eleonóra Zouganéli (grec moderne : Ελεωνόρα Ζουγανέλη ; née à Athènes le 1er février 1983) est une chanteuse grecque. Elle est la fille du chanteur-compositeur Yánnis Zouganélis. 

## Biographie
Elle a fait du théâtre et a chanté dès son plus jeune âge. Elle fait ses débuts professionnels en 2004. Son premier disque date de 2008. En 2010 elle publie un second album, Exodos 2. Une de ses chansons sert de bande originale à une série télévisée et est éditée par Minos-EMI.
En 2011, elle publie chez Minos-EMI un double CD, enregistrement en direct de son concert au théâtre Melína Mercoúri. La même année, elle se produit accompagnée de l'ensemble de chambre de l'Orchestre de chambre d'Athènes, sous la direction d'Apollo Kouskoumpekakis et de la supervision artistique de Michalis Kumbios. Ensuite, elle a entrepris une tournée estivale dans des villes de Grèce et de Chypre. Enfin, elle a participé à la soirée organisée par Andrea Bocelli lors de la cérémonie d'ouverture des Jeux paneuropéens des Jeux olympiques spéciaux.
En 2013, Minos-EMI a publié son troisième album et elle fait une tournée estivale à travers la Grèce.
En 2014 sort un nouvel album sur un double CD, enregistrement en direct d'un concert.
Elle publie encore deux autres albums en 2015 et 2018.

## Filmographie
En 2014, elle a joué dans le film Apo Erota, écrit et réalisé par Thodoris Atheridis.